# Lubaczów
Lubaczów is een stad in het Poolse woiwodschap Subkarpaten, gelegen in de powiat Lubaczowski. De oppervlakte bedraagt 25,76 km², het inwonertal 12.496 (2005).

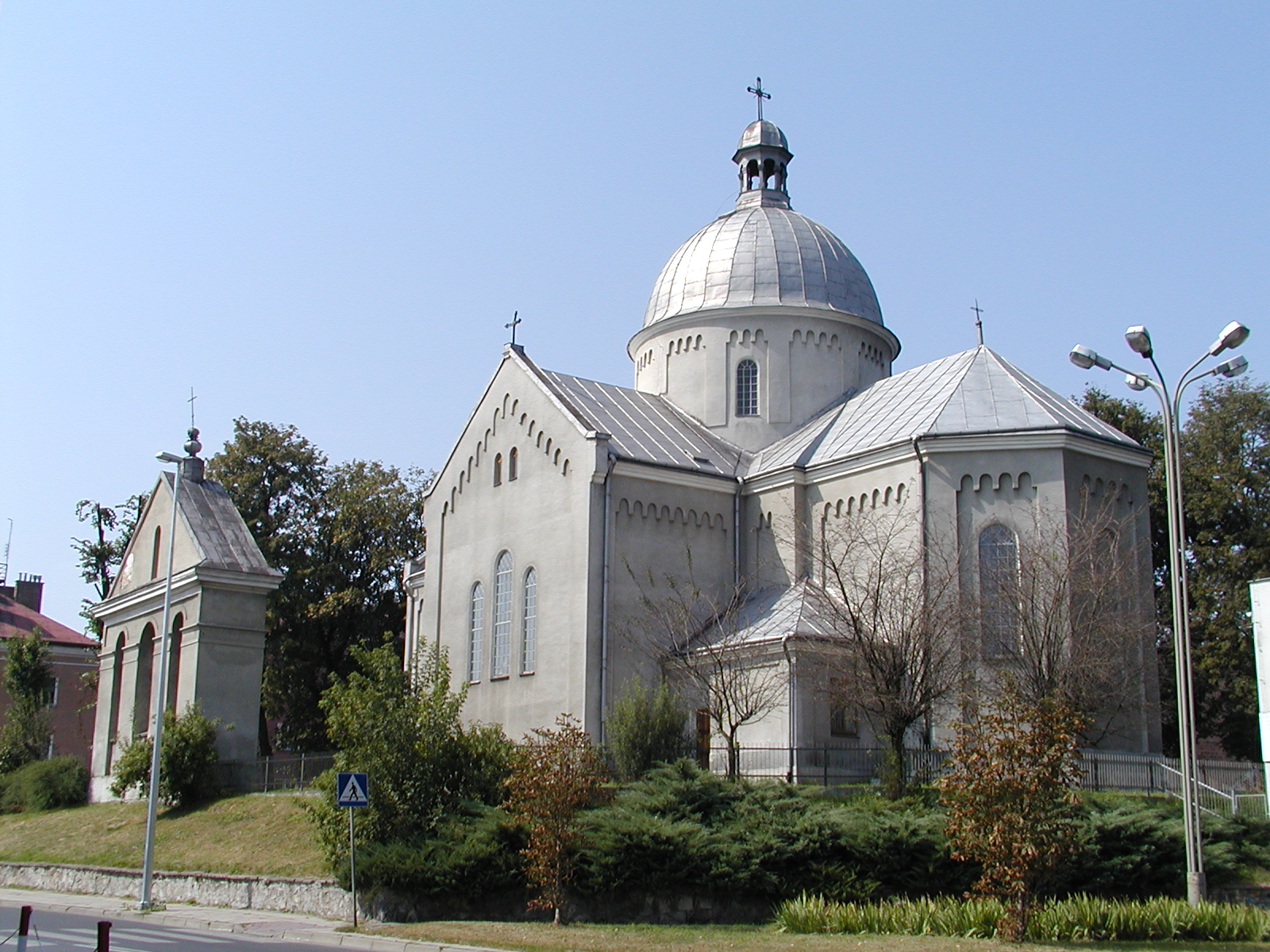
Sint Nicolaaskerk
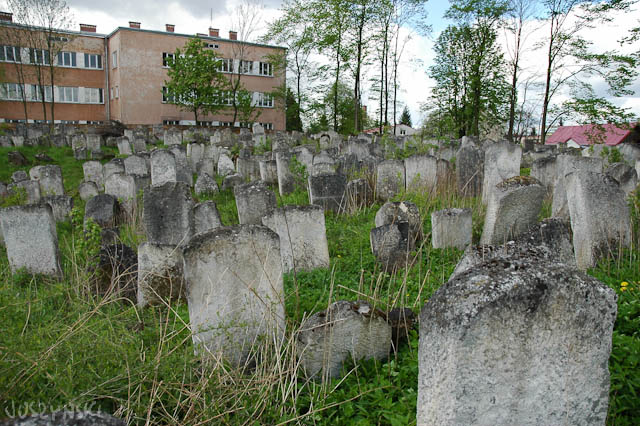
Joodse begraafplaats
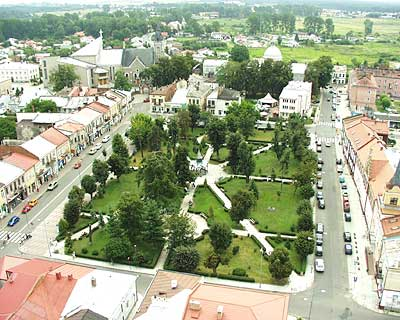
Marktplein

## Geboren
- Robert Korzeniowski (30 juli 1968), snelwandelaar